# Степан Лепех
Степан Лепех (нар. 27 травня 1956) — український журналіст, письменник, також відомий як поет-пісняр, правоохоронець.

## Біографія
Степан Лепех народився 27 травня 1956 року в селі Гряда Кам’янка-Бузького району (нині - Добротвірська ОТГ Шептицького району) на Львівщині. Навчався у Бабичівській восьмирічній, Вузлівській середній школах Радехівського району, Кам’янка-Бузькій СШ №1.
Закінчив факультет журналістики (1978), юридичний факультет (1993) Львівського державного (нині – національного) університету ім. Ів. Франка, Академію державного управління при Президентові України (2004). Журналіст. Юрист. Магістр державного управління.
Почесний член Спілки юристів України. Член Міжнародного антикримінального і антитерористичного комітету. Член Міжнародної поліцейської Асоціації. Полковник міліції у відставці.
Член Національної Спілки письменників України. Член Національної Спілки журналістів України. Його твори публікувалися у журналі “Бізнес і Безпека” (2001 – число 1), літературно-мистецьких журналах “Дзвін” (2003 – число 9), “Літературний Львів” (2006 – №2-3, 2008 – №7), Золота пектораль” (2015 – січень), “Склянка Часу*Zeitglas” (міжнародний; 2017 – №81); альманахах “Літературна Радехівщина” (Львів,”Сполом”, 2012 – Число 2, 2017 – Число 4); “СКІФІЯ – 2016 – ЗИМА” (Канів, “Склянка Часу*Zeitglas”, 2017); “СКІФІЯ – 2017 – ВЕСНА” (Канів, “Склянка Часу*Zeitglas”, 2017); “СКІФІЯ – 2017 – ЛІТО” (Канів, “Склянка Часу*Zeitglas”, 2017); вісниках XIII та XV конкурсів ім.Мирона Утриска “З вершин і низин” (Львів, “Камула”, 2010 – том ІІ та 2012 – том ІІ), VI та VII Міжнародного поетичного конкурсу “Чатує в століттях Чернеча Гора” (Канів, “Склянка Часу”, 2016 та 2017); часописах “Правда”, “Комсомольская правда”, “Літературна Україна”, “Сільські вісті”, “Поклик сумління”, “Український шлях”, “Молодь України”, “Вільна Україна”, “Львовская правда”, “Ленінська молодь”, “Радянська Волинь”, “За Вільну Україну+”, “Високий замок”, “Міліцейський кур’єр”; обласній, районній та відомчій пресі; звучали в ефірах Львівського та Українського радіо (зокрема, у програмах “Шануймося, друзі!, “У парі муз”, “Музичний калейдоскоп”), транслювалися в численних телепередачах (зокрема, “Світлиця”), в авторських телеконцертах та в телефільмах на ЛТБ, УТ – Захід.
Автор збірок поезій “Одкровення” (Львів: Покрова, 2003), “Все про кохання, все про любов…” (Чернівці: Букрек, 2008), “Відверто про це…” (Львів: Політурник, 2011), “Духовна поезія” (Львів: Політурник, 2012), “Хресна дорога (у віршах)” (Львів: Політурник, 2012), книг “Життєві сліди” (Львів: Сполом, 2009), “Гряда-Мирівка – село на головному Європейському вододілі (до 170-річчя заснування, 15 річчя Храму св. мчч. Софії та її дочок Віри, Надії, Любові с.Гряда)” (Львів: Політурник, 2012), “Історія церков сіл Незнанів, Холоїв, Бабичі (Австрійський період)” (Львів: Політурник, 2016), “Гряда-Мирівка – село на головному Європейському вододілі. Том І, книги перша – третя” (Львів: Сполом, 2017), “Я про… і про мене…” (Львів: Сполом, 2017), "Родинні історії з минулих століть: повісті, оповідання, новели (Львів: Сполом, 2019), "Історико-публіцистичний літопис села БАБИЧІ від найдавніших часів до початку 2019 року" (Львів: Сполом, 2019), "І у кожного зброя була за плечима...: оповідки про звитяги українських повстанців" (Чернівці: Букрек, 2020), "Села, яких вже немає на карті: історичні есеї" (Чернівці: Букрек, 2021), "Символи села Гряда Мирівка)" (Чернівці: Букрек, 2022). 
Упорядник і один із авторів 6 окремих видань, зокрема унікального і єдиного покищо в Україні сільського періодичного видання "Бабичівський Літературний альманах". 
У грудні 2001 року дебютував як поет-пісняр. У його творчому доробку слова до пісень на музику відомого українського композитора, лауреата Національної премії України імені Тараса Шевченка, народного артиста України Богдана-Юрія Янівського, народного артиста України Олега Кульчицького, а також Богдана Білозіра, Віктора Гембари, Євгена Дашина, Михайла Кушніра, Івана Мазура, Романа Мельника, Володимира Мухара, Віталія Новіцького, Григорія Терещенка, Олега Щербачука, Геннадія Когута та Михайла Костевича.
Пісні на слова Степана Лепеха виконуються на концертах, звучать на хвилях українських та зарубіжних радіостанцій, транслюються на телебаченні, в аудіо- відеозаписах – в інтернет-ресурсах у виконанні народних артистів України Мар’яна Шуневича, Олега Лихача, заслужених артистів України Ігоря Богдана, Володимира Коциловського, заслуженого артиста Сербії, володаря Гран-прі “Слов‘янського базару” Філіпа Жмахера, заслуженого артиста естрадного мистецтва України Віктора Гембари, лауреата міжнародних та всеукраїнських фестивалів Ольги Щербакової, фіналіста телепроєкту “Шанс” Андрія Романіді, а також Євгена Дашина, Наталії Гаврилюк, Тетяни Козловської, Григорія, Антона Назаркевича, Олега Щербачука, Генадія Когута і Михайла Костевича, гуртів Олега Кульчицького, “Львівські музики”, “Витоки Дністра”, дуету “Не забудь”. 
Степан Лепех випустив у світ 5 авторських аудіоальбомів: “Серця мого струни” (2003), “Бойківські фестини” (2007), “А третій – за любов!” (2008), “Бойківчаночка”(2009), “З світів, вкраїнці, поверніться…” (2010).
Дипломант ІІ-го ступеня XIII-го (2009) та І-го ступеня XV (2011) і XXI (2017), Лауреат XXII (2018) та ХХІІІ (2019) Міжнародного літературно-краєзнавчого конкурсів ім. Мирона Утриска, Лауреат: Міжнародної літературної премії імені Ірини Вільде (2020), Міжнародної літературно-мистецької премії імені Пантелеймона Куліша (2021), Міжнародної премії української пісні імені Василя Симоненка (2021), Міжнародної літературної премії імені Григорія Сковороди (2021 рік), Всеукраїнського літературного конкурсу імені Леся Мартовича (2022), обласної (м.Львів) премії в галузі культури, літератури, мистецтва, журналістики та архітектури у номінації «Журналістика та публіцистика – імені В’ячеслава Чорновола» (2022). За літературно-художні та публіцистичні твори національно-патріотичного спрямування рішенням Правління Міжнародної літературно-мистецької академії нагороджений медаллю "Івана Мазепи" (2021 рік), за активне мирянське служіння, вірність Господу Ісусу Христу та Його Церкві, які вилилися  в благодійництві, надзвичайно багатому письменницькому доробку - Грамотою Верховного Архиєпископа Києво-Галицького Святослава із складанням сердечної Подяки та висловленням Визнання і Похвали) (2021).
Детальніше з творчістю Степана Лепеха можна познайомитися на його сторінках в Інтернеті: сайти “Український портал поезії” (stihi.in.ua), “Проба пера” (probapera.org), “Українські пісні” (pisni. org.ua; http://www.pisni.org.ua/persons/3188.), в соціальних мережах “Facebook”, “Одногрупники”, “Форекс”, у YouTube (відеоверсії пісень, кліпів, концертів, телефільмів та телепередач), Вікіпедії.

## Трудова діяльність
Кореспондент багатотиражної газети ВО "Кінескоп" (м.Львів), з 1982 по 1984 роки - на комсомольській роботі.
З вересня 1984 р. по грудень 2009 р. служив в органах внутрішніх справ України на посадах: дільничний інспектор міліції Миколаївського  РВВС, старший дільничний інспектор міліції Миколаївського РВВС, заст. начальника Турківського РВВС, начальник Турківського РВВС, начальник відділу по керівництву  дільничними інспекторами міліції Львівського міського управління УМВСУ у  Львівській області, начальник Галицького РВ Львівського міського управління УМВСУ у Львівській області; з 08.1997р. по 05.2005 р. -   відряджений до Львівської ОДА із залишенням в кадрах МВС України, працював на посадах завідувача відділу взаємодії з правоохоронними органами,  завідувача відділу взаємодії з правоохоронними органами та з питань оборонної і мобілізаційної роботи, начальника відділу адміністративно-правових органів. Після повернення з відрядження обіймав посади начальника  Галицького РВ Львівського міського управління УМВСУ у Львівській області, заступника начальника Лінійного управління - начальника міліції  громадської безпеки Лінійного управління на Львівській залізниці УМВС України на транспорті.
З грудня 2009 р. – у відставці. 
За час служби в ОВС нагороджений: Подяка Президента України, ексклюзивний пам'ятний годинник «Від Президента України», Почесна грамота Верховної Ради України, Грамота Верховної Ради України, Почесна грамота Кабінету Міністрів України, Почесна грамота Спілки юристів України , Диплом «Почесний член Спілки юристів України», відзнаки МВС України, УМВС України у Львівській області, УМВС України на Львівській залізниці, Внутрішніх військ МВС України, Військово-Морських Сил Збройних Сил України , Почесна відзнака Української секції Міжнародної  поліцейської асоціації , Почесні грамоти Львівської облдержадміністрації, Львівської облради, Львівської залізниці та ін.